# Gaius Aurelius Cotta (consul in 200 v.Chr.)
Gaius Aurelius Cotta was praetor urbanus in 202 v.Chr. en consul in 200 v.Chr., samen met Publius Sulpicius Galba Maximus. Hij ontving Italia als zijn provincia, en dus ook het opperbevel in de oorlog tegen de Boianen, Insubriërs en Cenomanii, die, onder het bevel van Hamilcar, een Carthager, het Romeinse vaderland waren binnengevalen. De praetor Lucius Furius Purpurio had echter de verdienste de vijanden in de slag bij Cremona te verslaan. Cotta, die verontwaardigd was dat hem de triomftocht werd ontnomen, hield zich voornamelijk bezig met het plunderen en teisteren van het land van de vijand. Hiermee behaalde hij meer buit dan glorie, terwijl de praetor Furius werd geëerd met een triomftocht.

## Antieke bronnen
- Livius, Ab Urbe condita XXX 26, 27, XXXI 5, 6, 10, 11, 21, 22, 47, 49.
- Zonaras, IX 15.
- Orosius, IV 20.